# 什勒斯維希-霍爾斯坦-森訥堡-奧古斯滕堡
什勒斯維希-霍爾斯坦-森訥堡-奧古斯滕堡（丹麥語：Slesvig-Holsten-Sønderborg-Augustenborg），丹麥王室歐登堡王朝的分支，建立者是什勒斯維希-霍爾斯坦-森訥堡公爵亞歷山大的第三子恩斯特·金特。

## 奧古斯滕堡公爵
1. 恩斯特·金特，1627年至1689年在位
2. 腓特烈（英语：Frederick, Duke of Schleswig-Holstein-Sonderburg-Augustenburg），1689年至1692年在位
3. 恩斯特·奧古斯特，1692年至1731年在位
4. 克里斯蒂安·奧古斯特一世，1731年至1754年在位
5. 腓特烈·克里斯蒂安一世，1754年至1794年在位
6. 腓特烈·克里斯蒂安二世，1794年至1814年在位
7. 克里斯蒂安·奧古斯特二世，1814年至1869年在位

## 什勒斯維希-霍爾斯坦公爵
1. 腓特烈八世，1863年至1880年在位
2. 恩斯特·金特，1880年至1918年在位